# City de Londres

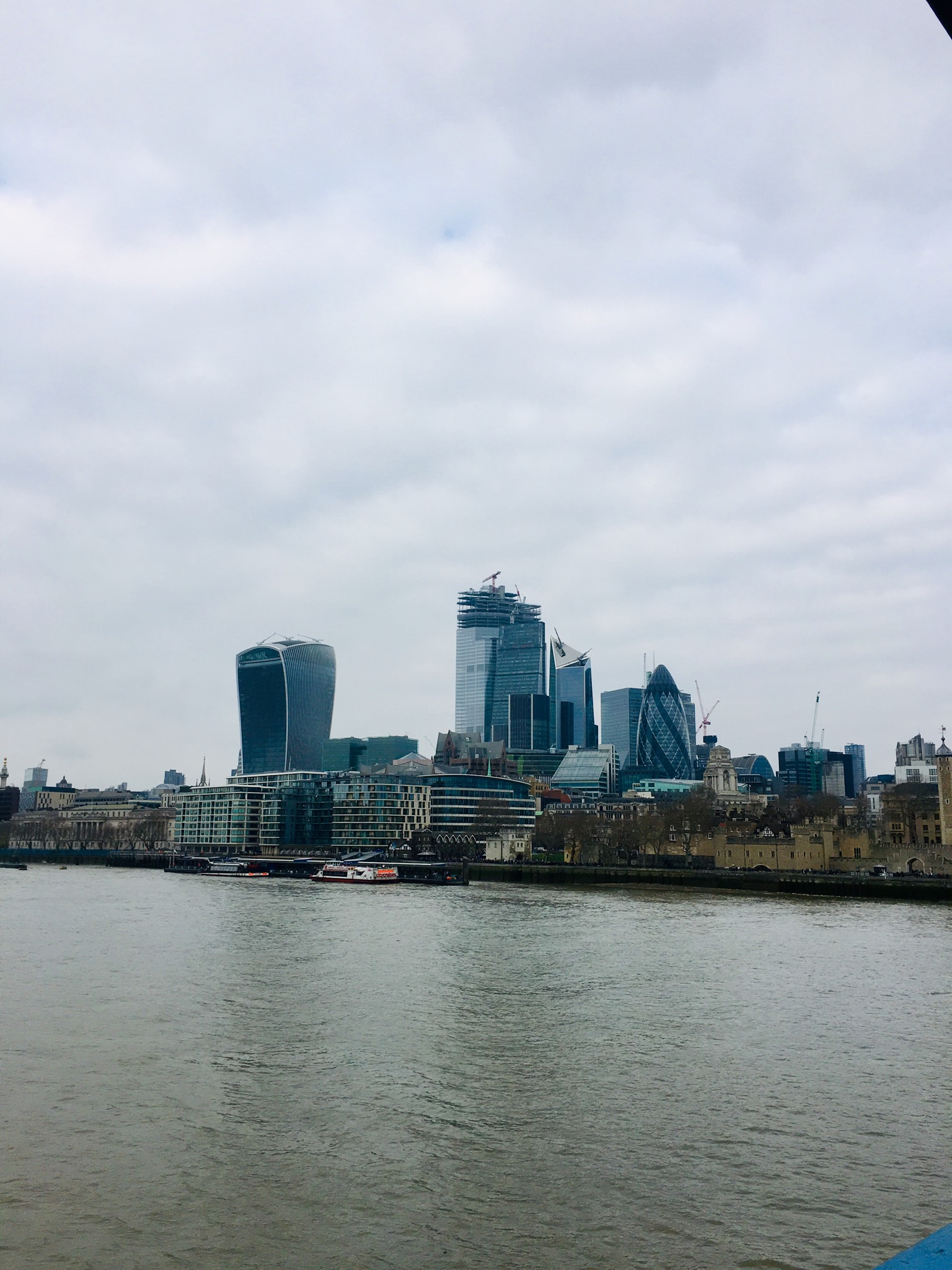
La City de Londres en marzo de 2019

City de Londres (en inglés: City of London y, más informalmente, the City o Square Mile debido a que su superficie es de alrededor de 1,12 millas cuadradas o 2,90 km²) es la pequeña área central e histórica de la ciudad de Londres (Inglaterra). La conurbación moderna de Londres se desarrolló alrededor de la City y la cercana ciudad de Westminster, la cual es el centro del gobierno real. La City de Londres es el distrito financiero más importante del mundo, donde diariamente se compran y se venden productos financieros por valor de tres billones de libras esterlinas, la tercera parte del total de dinero que se mueve en el planeta.
En la época medieval, la City (la Ciudad) constituía la extensión total de Londres, pero actualmente este último término se utiliza para referirse a una conurbación mucho más grande, que abarca, además de la City, los otros 32 burgos londinenses, entre los que se encuentra Westminster. La City continúa siendo parte del centro de Londres, pero la mayoría de las funciones metropolitanas (exceptuando los servicios financieros) se concentran en el West End. La población residencial de esta área no supera los 9 000 habitantes, pero el número de personas que trabajan en ella es de alrededor de 320 000.
La City tiene dos enclaves —Inner Temple y Middle Temple—, que forman parte del condado ceremonial de la ciudad de Londres, pero no son gobernadas por la Corporación de la City de Londres; esta corporación municipal gobierna el resto de la City, y también es poseedora de varios espacios abiertos dentro y alrededor de Londres.
Su lema en latín es Domine dirige nos, que en español significa «Guíanos, Señor».

## Extensión

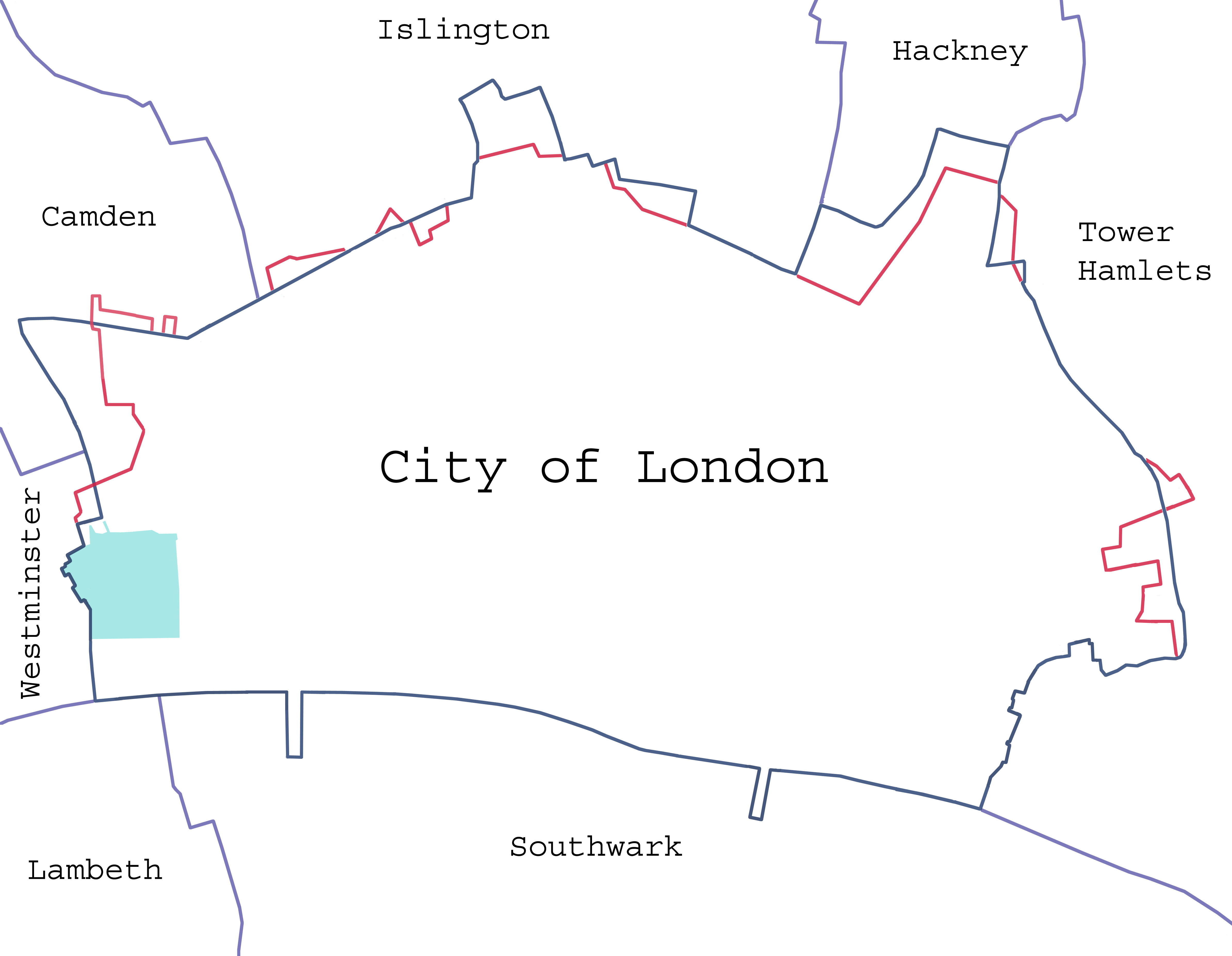
Límites de City de Londres; en rojo las antiguas murallas y negro el municipio.

La extensión de la Ciudad de Londres estaba originalmente delimitada por una pared defensiva perimetral conocida como el muro de Londres, construida por los romanos para proteger el estratégico puerto de la ciudad. Sin embargo, los límites de City moderna no van más allá de los delimitados antiguamente por el muro, aún habiéndose expandido la conurbación circundante.
El muro desapareció ya hace mucho tiempo, pero varias secciones permanecen visibles sobre el suelo. Una de éstas se encuentra cerca del museo de Londres, otra, en las cercanías de la iglesia histórica de san Alfege (St. Alphage) y, otras dos, cerca de la torre de Londres.
La City limita con Westminster al oeste, con Camden al noroeste, Islington y Hackney al norte, Tower Hamlets al este, y Southwark al sur. En algunos lugares el distrito financiero se extiende un poco más allá de los límites políticos hacia el norte y el este, ocupando zonas de Camden, Hackney, Tower Hamlets y Southwark que informalmente son vistas como partes de la Square Mile.
Desde los años 1990, la margen oriental de City, así como las zonas de Hackney y Tower Hamlets cercanas a ésta, han constituido un foco de desarrollo progresivo para la construcción de oficinas debido a su relativa disponibilidad de grandes espacios comparado con City en sí misma.

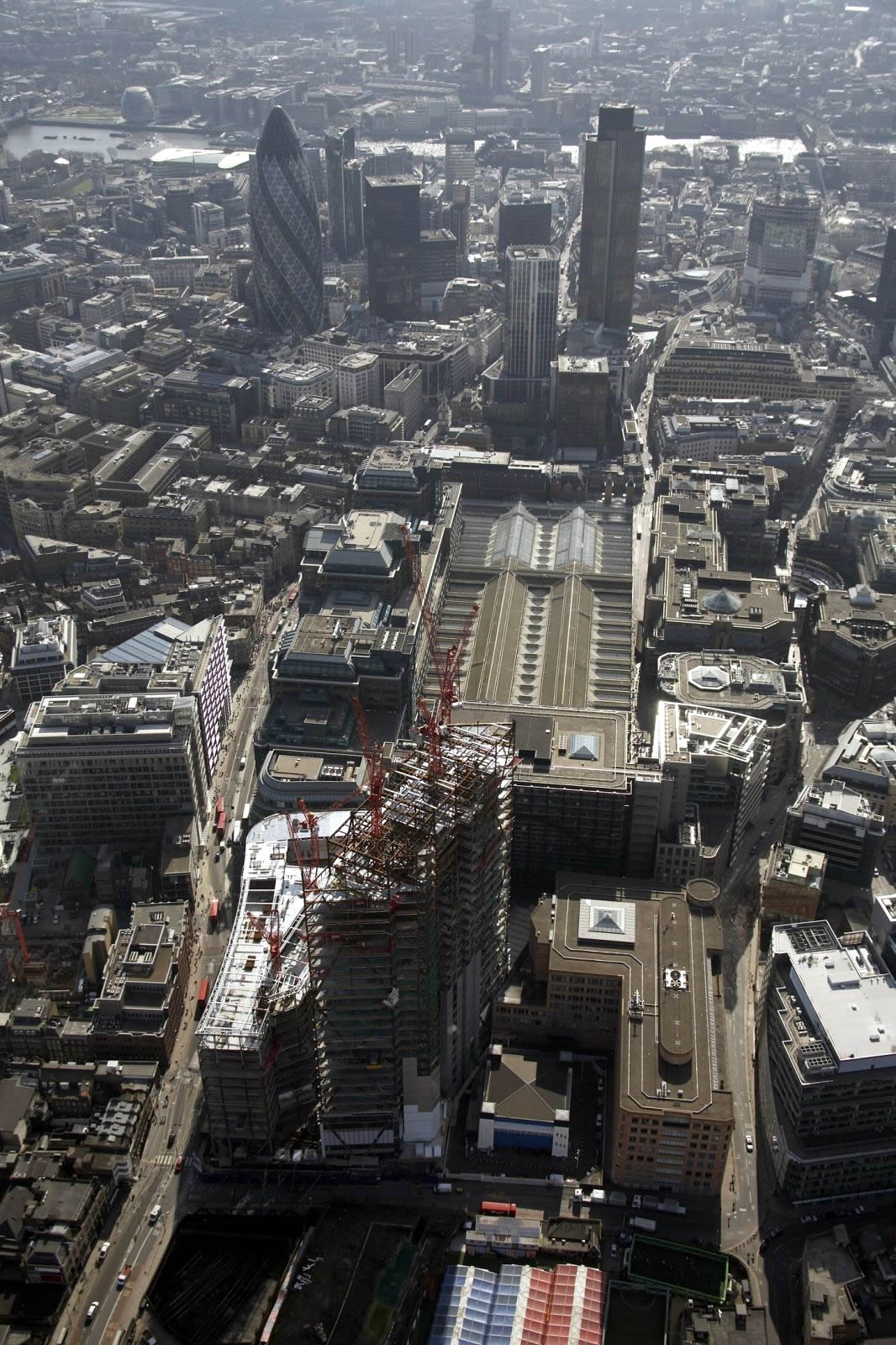
Vista aérea de City, con la Torre 42 al fondo.

Desde 1991, Canary Wharf, unas pocas millas al este del límite entre City de Londres y Tower Hamlets, se ha convertido en el segundo centro financiero de Londres encontrándose allí un importante número de bancos y otras instituciones localizadas antiguamente en la Square Mile. No obstante, se teme que City fuera dañada por este desarrollo aparentemente infundado por el predecible crecimiento en ambas zonas. Canary Wharf ha brindado ciertamente aprovechables espacios de oficinas en un momento en el que es difícil encontrarlos dentro de la Ciudad y, por lo tanto, ha evitado que grandes compañías, como HSBC Holdings plc, se vayan a otros lugares.
La City de Londres es el condado ceremonial más pequeño de Inglaterra tanto en lo concerniente a extensión como a población y el segundo en el Reino Unido con esas características, sólo superado por la ciudad St David's en Gales.
En su máxima extensión City incluyó áreas que hoy no le pertenecen, como Southwark por ejemplo. La City controla la mitad norte de la parte del río Támesis que se extiende desde el puente de Londres y el Blackfriars Bridge; la mitad meridional corresponde a Southwark.
La City también posee y se encarga del mantenimiento de varios espacios abiertos fuera de sus límites: Ashtead Common, Burnham Beeches, el bosque de Epping, Hampstead Heath (incluyendo Parliament Hill), Highgate Wood, Queen's Park, el parque de West Ham y West Wickham and Coulsdon Common.
La City también es el único distrito del Gran Londres que no está cubierto por la Metropolitan Police; tiene su cuerpo de policía propio, City of London Police.

## Historia

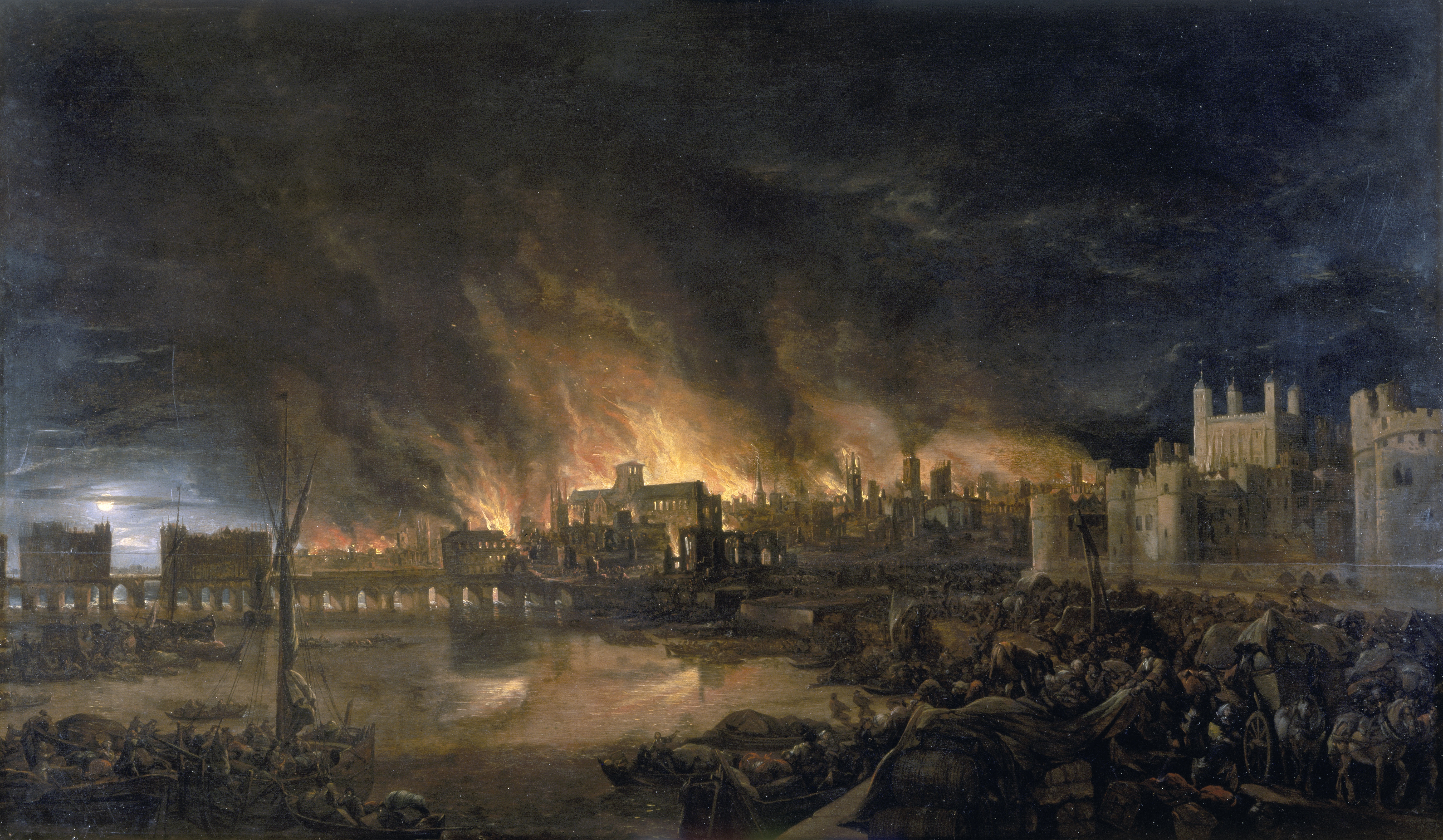
El Gran Incendio de Londres en 1666 destruyó casi el 80% de la antigua ciudad.

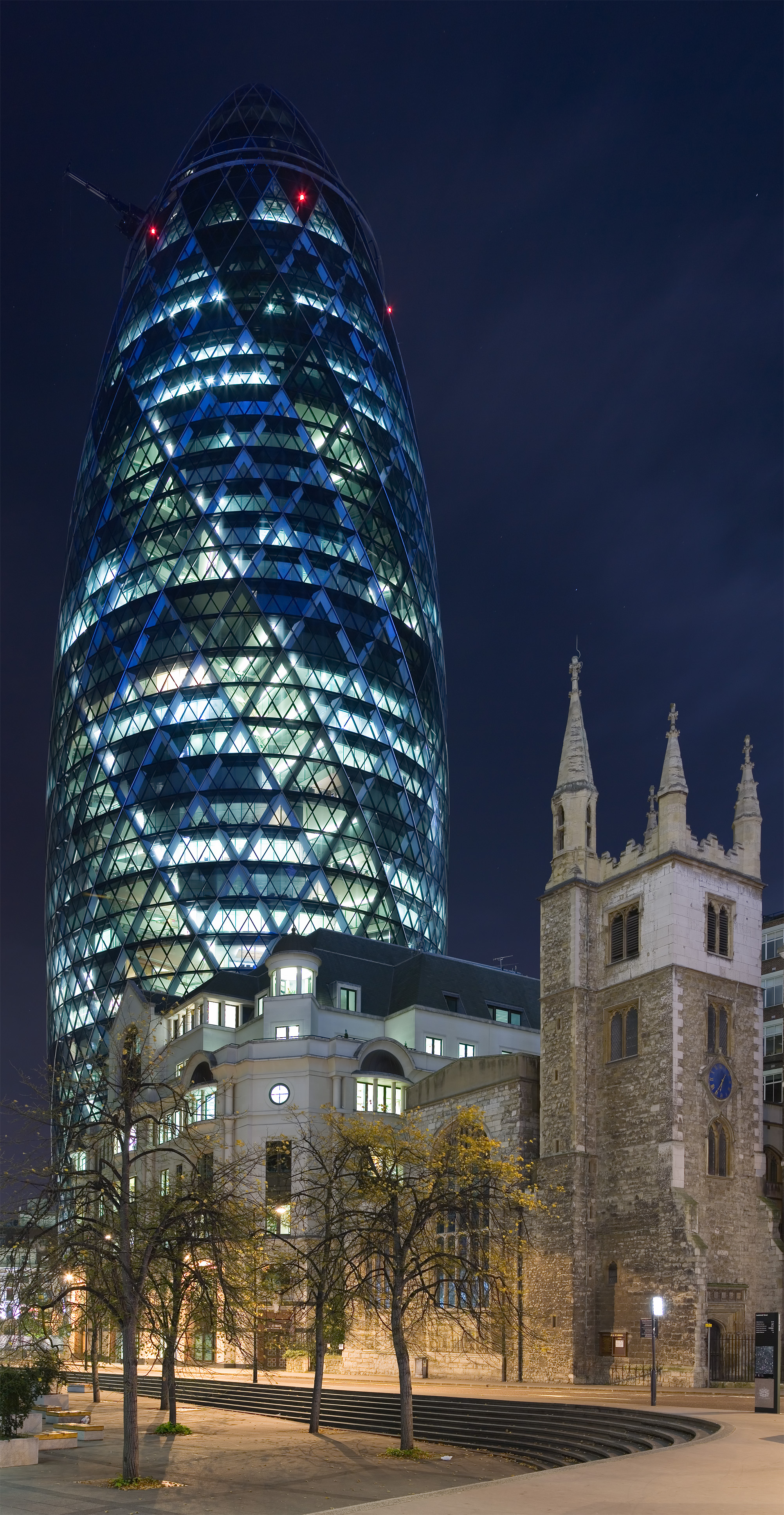
El 30 St Mary Axe, EC3 (o Gherkin) es uno de los edificios que marca el contraste ente la vieja y la moderna ciudad.

El área de City de Londres tiene independencia administrativa desde el año 886, cuando Alfredo el grande nombró a su yerno el Earl Æthelred de Mercia como gobernador de Londres. El rey Alfredo se quiso asegurar de proporcionar alojamiento adecuado a los comerciantes del norte de Europa, los cuales llegaban desde el Báltico e Italia.
La City desarrolló su propio código legislativo para las clases comerciantes, consiguiendo tal autonomía que Sir Laurence Gomme le concedió el estatus de reino separado con sus propias leyes. La ciudad estaba compuesta por circunscripciones gobernadas por concejales. Se celebraban reuniones para toda la ciudad a la sombra de la catedral de San Pablo de Londres. En el siglo X, el rey Athelstan pedía 8 monedas para establecerse en la ciudad, comparadas con las 6 que se pedían en Winchester, su capital, denotaban la salud financiera en Londres.
Tras la batalla de Hastings, Guillermo el conquistador marchó sobre Londres, pero fracasó en su intento de atravesar el río Támesis por el London Bridge. Finalmente lo atravesó en Wallingford, saqueando todo lo que encontró a su paso. Luego Edgar Atheling se rindió en Berkhamsted. El rey Guillermo I de Inglaterra recompensó a los londinenses con un estatuto en 1075. La City fue uno de los pocos reductos donde los ingleses conservaron su autoridad.
La City ardió en llamas en dos ocasiones, la primera de ellas en 1212 y la segunda y más conocida en 1666, en el denominado gran incendio de Londres. La gran mayoría de las propiedades y objetos de arte de las grandes familias perdieron toda su memorabilia, por lo cual durante la ocupación de las tropas británicas durante la caída de la República de Génova, la ciudad de Londres compró los escudos de armas y retratos familiares de los nobles genovéses a cambio de su libertad. Hoy día se puede ver el escudo de armas de Londres con la adición de la daga protectora que fue añadida al implantarse los retratos genoveses en Londres. Los retratos originales se pueden encontrar en mansiones y residencias, así como en propiedades públicas de la era Victoriana.
La población cayó en picado a lo largo del siglo XIX, y ya comenzado el siglo XX gran parte de la población decidió trasladarse a barrios de las afueras de la ciudad. Muchos edificios fueron demolidos para dar paso a modernas edificaciones de oficinas, manteniéndose como bloque residencial la zona del Barbican Estate, construida entre 1965 y 1976. Allí se encuentra el museo de Londres
Los años 70 vieron la construcción de infinidad de edificios de oficinas, incluido el NatWest Tower, que fue el primer rascacielos del Reino Unido. El desarrollo de los edificios dedicados a oficinas fue mayor en el centro, el norte y el este de City, construyendo un segundo gran rascacielos, el 30 St Mary Axe con un tercero en construcción en la actualidad.

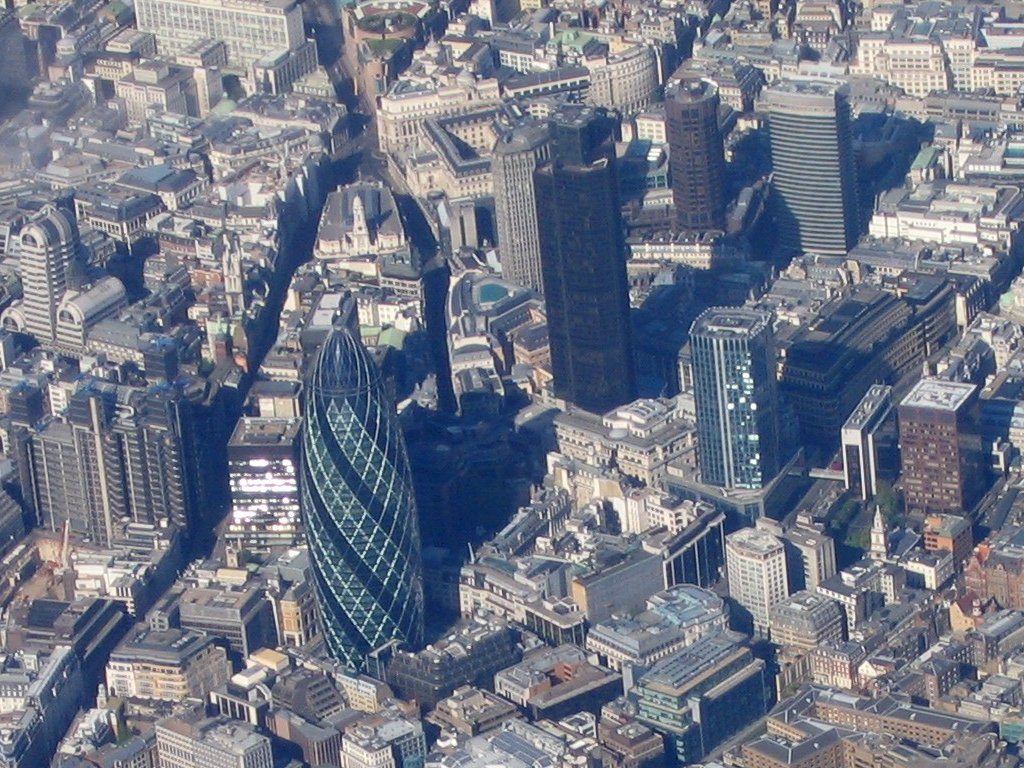
Vista aérea de la City de Londres

### La City en la actualidad
La moda del desarrollo de edificios de oficinas ha hecho que la población en la actualidad no supere los 10 000 habitantes. A pesar de ello, en los años 1990 se comenzó la construcción de hoteles y galerías comerciales, pero no consiguieron evitar que los fines de semana City se convirtiera en un remanso de paz, incluso con bares y pubs cerrados.

## Población
Evolución de la población de City de Londres:
| Año  | Población |
| ---- | --------- |
| 1801 | 130 117   |
| 1811 | 122 924   |
| 1821 | 127 040   |
| 1831 | 125 353   |
| 1841 | 127 514   |
| 1851 | 132 734   |
| 1861 | 108 078   |
| 1871 | 83 421    |
| 1881 | 58 764    |
| 1891 | 43 882    |
| 1901 | 32 649    |
| 1911 | 24 292    |
| 1921 | 19 564    |
| 1931 | 15 758    |
| 1941 | 10 920    |
| 1951 | 7 568     |
| 1961 | 5 718     |
| 1971 | 4 325     |
| 1981 | 4 603     |
| 1991 | 3 861     |
| 2001 | 7 186     |
| 2011 | 7 375     |

## Educación
La City de Londres tiene solamente una escuela primaria en su territorio, situada en Aldgate, sufragada por la Iglesia de Inglaterra. Existen otros cuatro centros de secundaria y tres colegios privados.
Con tan pocos centros educativos no hay mucha juventud. Solo en vacaciones o para prácticas o visitas.